# Simone Simon
Simone Simon (23 de abril de 1910 - 22 de fevereiro de 2005) foi uma atriz francesa notória por protagonizar um dos principais filmes do cineasta francês Jacques Tourneur, intitulado Sangue de Pantera (1942). 

## Filmografia
- Mam'zelle Nitouche (1931)
- On opère sans douleur (1931)
- Durand contre Durand (1931) - Eliane
- Le Chanteur inconnu (1931) - Pierette
- Un fils d'Amérique (1932)
- Le Roi des palaces (1932) - Victoire
- Prenez garde à la peinture (1932)
- Pour vivre heureux (1932)
- La Petite chocolatière (1932) - Julie
- Tire au flanc (1933)
- L'Étoile de Valencia (1933)
- Le Voleur (1934)
- Lac aux dames (1934)
- Les Beaux jours (1935) - Sylvie
- Les Yeux noirs (1935) - Tania
- Girls' Dormitory (1936) - Marie Claudel
- Ladies in Love (1936) - Marie Armand
- Seventh Heaven (1937) - Diane the Hooker
- Love and Hisses (1937) - Yvett Guerin
- Josette (1938) - Renee LeBlanc
- La Bête humaine (filme) (1938) - Séverine Roubaud
- Cavalcade d'amour (1940) - Juliette
- All That Money Can Buy (1941) - Belle
- Cat People (1942) - Irena Dubrovna
- Tahiti Honey (1943) - Suzette 'Susie" Durand
- Mademoiselle Fifi (1944) - A Little Laundress
- The Curse of the Cat People (1944) - Irena Dubrovna (as a ghost)
- Johnny Doesn't Live Here Any More (1944) - Kathie
- Pétrus (1946) .... Migo
- Temptation Harbour (1947) - Camelia
- Donne senza nome (1949) - Yvonne Dubois
- La Ronde (Roundabout) (1950) - Marie, the Housemaid
- Olivia (aka The Pit of Loneliness) (1951)
- Le Plaisir (1952) - Joséphine (segmento "Le Modèle")
- Das Zweite Leben (1954) - Françoise Dunoyer
- I tre ladri (1955) - Noris Ornano
- The Extra Day (1956) - Michele Blanchard
- La Femme en bleu (1973) - Madame